# Театральный дворик
Театральный дворик — международный фестиваль уличных театров, ежегодно проходящий в Туле.

## История
Фестиваль появился в 2008 году. Идея его создания принадлежит директору тульского театра «Эрмитаж» Марине Мазановой, после посещения подобного фестиваля в Архангельске. Увиденное так впечатлило её, что она решила устроить аналогичное мероприятия и в Туле. Ей удалось заручиться поддержкой главы города Евгения Авилова, и уже в том же году актёры «Эрмитажа» вышли на улицу и прошли с карнавальным шествием по Туле. С тех пор коллектив театра и занимается организацией и проведением фестиваля.
С тех пор тульский фестиваль «Театральный дворик» проходит ежегодно. Первоначально проводился осенью, в день города, с 2013 года — летом, обычно в июле. Однако в 2020 году из-за пандемии коронавирусной инфекции и ограничений на массовые мероприятия вновь прошёл в день города, причем в ограниченном формате.
Вначале к фестивалю относились скептически, как к событию местного значения. Однако со временем его масштаб и значимость росли, уже через десять лет фестиваль стал одним из ведущих культурных событий в России и крупнейшим культурным событием региона.
Главное отличие тульского фестиваля от аналогичных — его масштабы. Как правило, на мероприятии работает сразу несколько площадок одновременно. Необычная и длительность мероприятия, доходившая до 6 дней, в то время как прочие фестивали ограничивались выходными, впрочем позднее длительность фестиваля установилась в три дня. К 2016 году «Театральный дворик» стал вторым по масштабу фестивалем уличных театров в России, после Архангельского, при этом обгоняя его по продолжительности
В 2017 году фестиваль собрал более 120 тысяч зрителей, что сделало его третьим по посещаемости в России, без учёта мероприятий в Москве и Санкт-Петербурге, после «Гринландии» в Кировской области и Bridge of Arts в Ростове-на-Дону.
Самым масштабным стал фестиваль 2018 года. В нём приняло участие 580 артистов из 67 различных творческих коллективов из десяти городов России и пяти стран мира, которые выступали на 28 площадках, в том числе в кремле и на главной городской площади. Всего было разыграно 158 различных представлений, за которыми наблюдало, по данным организаторов, более 130 тысяч зрителей, при том, что население Тулы менее 500 тысяч человек. Каждый день фестиваля заканчивался фейерверками и салютами.
В 2019 году фестиваль посетило более 150 тысяч зрителей. В рамках праздника также прошёл Международный чемпионат живых скульптур.

## Программа
Традиционно, в день открытия в центре Тулы проходит карнавальное шествие. В дальнейшем на различных площадках, в том числе в историческом центре города, зрители могут увидеть клоунаду и акробатические номера, философские притчи, «кнут-шоу», ходулистов, живые скульптуры, театральные спектакли, хореографию, цирковое искусство, файер-шоу, перформансы, и музыку различных направлений. Организаторы стараются охватывать как можно больше различных жанров.
Ещё одной особенностью фестиваля является его интерактивность. Организаторы стараются привлечь к участию и зрителей, которым предлагается поиграть на музыкальных инструментах, конструировать себе карнавальные костюмы, наносить грим на лицо, фехтовать, ассистировать клоунам во время цирковых номеров и участвовать в мим-спектаклях.
Городская администрация называет фестиваль знаковым культурным событием в жизни города, который горожане ждут с нетерпением, так что он проводится при финансировании из муниципального бюджета, с привлечением средств спонсоров и различных грантов.

## Награды и премии
Фестиваль занял третье место в рейтинге культурных фестивалей России, популярных у туристов летом 2017 года, по версии аналитического агентства «Тур Стар». Занял первое место в номинации «Лучшее событие в области культуры и искусства» и второе — в номинации «Лучшее событие в области событийного туризма» на седьмом межрегиональном фестивале индустрии событий «Event-Прорыв 2017». Фестиваль стал финалистом Национальной премии в области событийного туризма Russian Event Awards 2017.